# Antonio Roldán
Antonio Roldán Reyna (* 15. června 1946 Ciudad de México) je bývalý mexický boxer. Na domácích olympijských hrách v Mexiku roku 1968 získal zlatou medaili v tzv. pérové váze (do 57 kg). Ve finále porazil Američana Ala Robinsona, a to za dlouho diskutovaných okolností – Američan měl převahu, ale byl v průběhu boje diskvalifikován za úder, kterým způsobil krvavou ránu na Roldánově hlavě. V roce 1969 Roldán přešel k profesionálům, ale tam se mu tolik nedařilo, jeho bilance v profi ringu je 5 výher, 4 prohry a 1 remíza. Profesionální kariéru ukončil v roce 1974.